# 盛蓮寺
盛蓮寺（じょうれんじ）は、長野県大町市にある真言宗智山派の寺院。山号は源華山。仁科三十三番札所のうち第25番札所。

## 歴史
創建は不明だが、寺伝では平安時代末期に仁科盛家の室「仏母尼」によって開基されたという。仁科氏累代の祈願寺であったが、戦国時代に武田信玄の兵火で焼失した。天正壬午の乱後に仁科盛信追善供養のため現在地に移転されたとされる。当初は高野山遍照光院の末寺であったが、現在は智積院の末寺となっている。

## 文化財

### 建築
- 観音堂　三間四面、寄棟造、茅葺形銅板葺きの阿弥陀堂形式の建物である[2]。室町時代後期の文明2年の建立とされ、安曇地方を含む松本盆地最古の寺院建築として1949年5月30日に重要文化財に指定されている[3]。

### 彫刻
- 如意輪観音像（本尊、鎌倉時代、市指定文化財）
- 虚空蔵菩薩（南北朝時代、市指定文化財）
- 不動明王（鎌倉時代、市指定文化財）
- 薬師如来像（室町時代、市指定文化財）